# Aeroportul Yalgoo
Aeroportul Yalgoo (IATA: YLG, ICAO: YYAL) este un aeroport din Australia de Vest, Australia.
aeroportul dispune de o singură pistă.